# Microcalcarifera diplodonta
Microcalcarifera diplodonta là một loài bướm đêm trong họ Geometridae.